# Synagoga v Klatovech
Synagoga v Klatovech, založená roku 1879, stojí ve městě Klatovy v trojúhelníku mezi ulicemi Plzeňskou, Denisovou a Vančurovou.
Budova dnes už nemá původní podobu – na jedné z vnějších zdí se dochovalo zobrazení desek Desatera, ale vyměnila se fasáda a okna, došlo i k přístavbám. Z původního vybavení zůstaly čtyři rohové sloupy původně podporující galerii, zařízení interiéru se viditelně nedochovalo. Svitek tóry ze zdejší synagogy je uchováván v Birminghamu spolu s dalšími svitky zachráněnými z Československa, kde jsou v péči tamní židovské komunity. V horním patře budovy je v současné době fitness centrum, v přízemí sklad drogerie, předtím sloužila jako okresní archiv.
Dne 13. listopadu 2015 vznikl z.s. Synagoga Klatovy, který připomíná památku Židů v Klatovech a z dlouhodobého hlediska usiluje o záchranu synagogy.
Ve městě se také nachází židovský hřbitov.